# Beyləqan
Beyləqan (traslitterato in Beylagan) è una città dell'Azerbaigian, capoluogo dell'omonimo distretto.